# Christinna Pedersen
 Denne artikel omhandler en badmintonspiller. Opslagsordet har også en anden betydning, se Christina Pedersen.
Christinna Pedersen (født 12. maj 1986 i Aalborg) er en dansk badmintonspiller, der har specialiseret sig i dame- og mixeddouble. Blandt hendes bedste resultater er All England-sejren i damedouble sammen med Kamilla Rytter Juhl i 2018, og hun er den hidtil eneste danske badmintonspiller, der har vundet to OL-medaljer (bronze i mixeddouble 2012 og sølv i damedouble 2016).
I marts 2019 bekendtgjorde hun, at hun ikke længere havde samme ærgerrighed og derfor trak sig fra landsholdet, idet hun dog fortsat ville spille på sit danske klubhold.

## Historie
I 2012 vandt Christinna Pedersen og Kamilla Rytter Juhl deres første Superseries-turnering, Malaysia Open, og blev dermed de første danskere til at vinde en superserie i damedouble. Samme år blev de Europamestre i damedouble sammen. Parret har vundet i alt fem Superseries-turneringer, heriblandt Masters Finals i 2013. De har desuden tabt ti Superseries-finaler sammen.
Sammen med Joachim Fischer dannede hun par i mixeddouble fra 2008, til parret blev skilt af Badminton Danmark i efteråret 2017. Dette par vandt 13 Superseries-turneringer, heriblandt tre Masters Finals (2008, 2012 og 2013) og Denmark Open fire gange (2008, 2009, 2011 og 2016), mens de nåede finalen i ti Superseries-turneringer, hvor de tabte.
Christinna Pedersen har deltaget i de olympiske lege sammen med Rytter Juhl i 2012 samt i OL 2016, hvor parret vandt sølvmedalje. I mixeddouble deltog hun sammen med Fischer i de samme lege, og her blev det til bronzemedalje i London 2012, mens parret ikke gik videre efter det indledende gruppespil i Rio de Janeiro 2016.
Pedersen har efter at være blevet skilt fra Fischer i mixeddoublen dannet par med Mathias Christiansen. Det nye par fik hurtigt succes, idet de i februar 2018 vandt India Open, og ved All England samme år nåede de semifinalen.

## Sportslige meritter
| Sæson     | Begivenhed                           | Disciplin   | Plads | Navn                                                                  |
| --------- | ------------------------------------ | ----------- | ----- | --------------------------------------------------------------------- |
| 1998/1999 | Danmark: Singlemesterskaber for U/13 | Mixeddouble | 1     | Christinna Pedersen, Gug / Anders Olander, Højbjerg                   |
| 2000/2001 | Danmark: Singlemesterskaber for U 15 | Damedouble  | 1     | Christinna Pedersen, GUG / Maria Søndergaard, Vorup                   |
| 2002/2003 | Danmark: Singlemesterskaber for U/17 | Damedouble  | 1     | Mette Bisgaard, Nr. Broby / Christinna Pedersen, GUG                  |
| 2002/2003 | Danmark: Singlemesterskaber for U/17 | Mixeddouble | 1     | Rasmus Bonde, Aarhus / Christinna Pedersen, GUG                       |
| 2003/2004 | Danmark: Singlemesterskaber for U/19 | Mixeddouble | 1     | Rasmus Bonde / Christinna Pedersen, Gug                               |
| 2005      | Europamesterskab for juniorer        | Damedouble  | 2     | Christinna Pedersen / Tine Kruse                                      |
| 2005      | Europamesterskaber for juniorer      | Mixeddouble | 1     | Rasmus Bonde / Christinna Pedersen                                    |
| 2006      | Czech International                  | Damedouble  | 1     | Mie Schjøtt-Kristensen / Christina Pedersen (DEN)                     |
| 2006/2007 | Danmark: Singlemesterskaber          | Damedouble  | 1     | Christinna Pedersen, Frederikshavn / Mie Schjøtt-Kristensen, Hillerød |
| 2007      | Tyrkiet: Internationale mesterskaber | Mixeddouble | 3     | Rasmus Bonde / Christinna Pedersen (DEN)                              |
| 2007      | Swedish International Stockholm      | Mixeddouble | 1     | Rasmus Bonde / Christinna Pedersen (DEN)                              |
| 2007      | Portugal International               | Mixeddouble | 1     | Rasmus Bonde / Christinna Pedersen (DEN)                              |
| 2007      | Czech International                  | Damedouble  | 1     | Mie Schjøtt-Kristensen / Christina Pedersen (DEN)                     |
| 2007      | Finnish International                | Damedouble  | 1     | Mie Schjøtt-Kristensen / Christinna Pedersen (DEN)                    |
| 2007      | Dutch Open                           | Mixeddouble | 1     | Rasmus Bonde Nissen / Christina Pedersen (DEN)                        |
| 2007      | Czech International                  | Mixeddouble | 1     | Rasmus Bonde / Christina Pedersen (DEN)                               |
| 2008      | Denmark Open                         | Mixeddouble | 1     | Joachim Fischer Nielsen / Christinna Pedersen (DEN)                   |
| 2008      | Dutch Open                           | Mixeddouble | 1     | Joachim Fischer Nielsen / Christina Pedersen (DEN)                    |
| 2009      | Denmark Open                         | Mixeddouble | 1     | Joachim Fischer Nielsen / Christinna Pedersen (DEN)                   |
| 2009      | VM                                   | Mixeddouble | 3     | Christinna Pedersen / Joachim Fischer Nielsen                         |
| 2012      | OL                                   | Mixeddouble | 3     | Christinna Pedersen / Joachim Fischer Nielsen                         |
| 2013      | VM                                   | Damedouble  | 2     | Christinna Pedersen / Kamilla Rytter Juhl                             |
| 2015      | VM                                   | Damedouble  | 2     | Christinna Pedersen / Kamilla Rytter Juhl                             |
| 2016      | OL                                   | Damedouble  | 2     | Christinna Pedersen / Kamilla Rytter Juhl                             |
| 2017      | VM                                   | Damedouble  | 3     | Christinna Pedersen / Kamilla Rytter Juhl                             |

## Privat
Hun er kæreste med Kamilla Rytter Juhl, og de er bosat i Aalborg. Sammen fik de datteren Molly i januar 2019, og dette var medvirkende til hendes beslutning om at trække sig fra landsholdet. Parret blev gift i august 2020.